# Domenico Sommaripa
Domenico Sommaripa (mort en 1466) est seigneur d'Andros, le premier à être issu de la branche de la famille Sommaripa connue sous le nom de Sommaripa d'Andros.

## Famille
Il est fils de Crusino Ier Sommaripa et de son épouse.

## Mariage et issue
Il épouse Adriana Crispo, fille de Giovanni II Crispo, douzième duc de l'Archipel, et de son épouse Nobil Donna Francesca Morosini, Patrizia Veneta, et a trois fils: 
- Giovanni Sommaripa, seigneur d'Andros à partir de 1466, tué en 1468 lors d'une attaque turque sur Andros,
- Crusino II Sommaripa, seigneur d'Andros de 1468 jusqu’à sa mort vers 1500,
- Francesco Sommaripa, seigneur d'Andros en 1506, mais dépossédé après quelques mois.

Son fils aîné, Giovanni, lui succède.